# الیور رک
الیور رک (به آلمانی: Oliver Reck) بازیکن فوتبال و دروازه‌بان اهل آلمان است که از سال ۱۹۹۶ میلادی عضو تیم ملی فوتبال آلمان بوده‌است. وی در ۱ بازی ملی حضور داشته است و آخرین بازی ملی خود را در سال ۱۹۹۶ میلادی انجام داد. الیور رک در بازی‌های ملی‌اش گلی به ثمر نرساند.